# Marian Konopiński
Blahoslavený Marian Konopiński (10. září 1907, Kluczewo - 1. ledna 1943, Koncentrační tábor Dachau) byl polský římskokatolický kněz a mučedník.

## Život
Narodil se v Kluczewě. V roku 1927 skončil lyceum Piotra Skargi v Šamotulach. Na kněze byl vysvěcen 12. června 1932. Po převzetí funkce vikáře kostela svatého Michaela archanděla v Poznani studoval sociální vědy na Univerzitě v Poznani.
Dne 28. dubna 1939 byl jmenován kapitánem rezervy a po německé invazi 1. září dobrovolně vstoupil do polské armády. Byl kaplanem 15. regimentu poznaňských hulánů, kde zůstal až do kapitulace, po které šel do Německého tábora pro válečné zajatce (Oflag X B Nienburg). Vydán byl v květnu 1940 a později byl znovu zatčen a uvězněn v koncentračním táboře Dachau, kde byl podroben experimentům a zde také zemřel.

## Beatifikace
Blahořečen byl dne 13. června 1999 papežem sv. Janem Pavlem II. ve skupině 108 polských mučedníků z doby nacismu.